# Euthalia kanda
Euthalia kanda is een vlinder uit de onderfamilie Limenitidinae van de familie Nymphalidae. De wetenschappelijke naam van de soort is voor het eerst geldig gepubliceerd in 1859 door Frederic Moore.

## Ondersoorten
- Euthalia kanda kanda
- Euthalia kanda atys Fruhstorfer, 1906
- Euthalia kanda elicius De Nicéville, 1890
- Euthalia kanda marana Corbet, 1937
- Euthalia kanda mitschkei Lathy, 1913